# Lichnowy (Malbork)

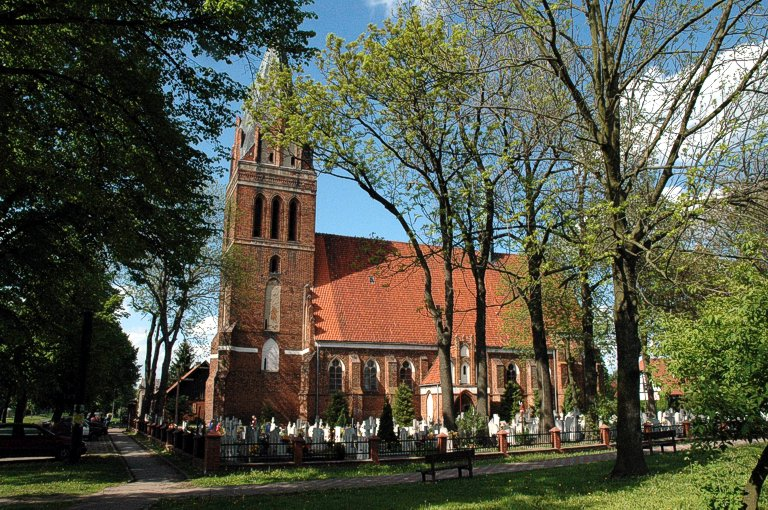
Église Sainte Ursule à Lichnowy

Lichnowy est un village polonais de la voïvodie de Poméranie et du powiat de Malbork. Il est le siège de la gmina de Lichnowy et compte 763 habitants.